# Soupe aux pois
La soupe aux pois est une soupe faite principalement de pois secs. Elle fait partie, avec de nombreuses variations, de la cuisine de nombreuses cultures. Elle est de couleur verte ou jaune selon la variété de pois utilisée ; toutes les variétés sont des cultivars de Pisum sativum.
La soupe de pois est connue depuis l'Antiquité. Elle est mentionnée dans les Oiseaux d'Aristophane (414 av. J.-C.), et, selon une source, « les Grecs et les Romains cultivaient cette légumineuse vers 500 à 400 av. J.-C. À cette époque, on vendait de la soupe aux pois chaude dans les rues d'Athènes ».

## La soupe aux pois dans le monde

### Allemagne
La soupe aux pois est un mets répandu dans toute l'Allemagne. Elle contient de la viande telle que lard, saucisse ou Kassler (porc fumé et mariné) selon les préférences régionales. Très souvent, plusieurs Würste (saucisses) accompagnaient une assiette de soupe aux pois ainsi que du pain noir. De la soupe instantanée en boîte est parfois utilisée pour préparer le plat.
L'un des touts  premiers produits instantanés fut une soupe aux pois, constituée essentiellement de farine de pois et de gras de bœuf (Erbswurst). Elle fut inventée en 1867 par Johann Heinrich Grüneberg qui vendit la recette à l'État prussien. Quand éclata la guerre franco-prussienne de 1870, le ministre de la Guerre, qui avait précédemment étudié la possibilité de nourrir les soldats uniquement avec de la soupe de pois instantanée et du pain, fit construire une grande usine qui produisit 4 000 à 5 000 tonnes d’Erbswurst pour l'armée durant la guerre. En 1889, la société Knorr racheta la licence. Knorr, qui est maintenant une marque d'Unilever, continue encore de nos jours la production d'Erbswurst.

### Australie
À Adélaïde, le pie floater, sorte de meat pie (tourte à la viande) flottant dans un bol de soupe de pois, est un plat traditionnel.

### Canada

#### Chez les francophones
La soupe aux pois est étroitement associée aux peuples francophones du Canada (québécois, acadien et leurs diasporas), au point que le terme de « pea soup, » servait à désigner les Canadiens français.
La soupe aux pois est faite avec des pois jaunes entiers et, généralement, du porc (souvent du porc salé). Peuvent s'y ajouter des légumes (oignons, carottes, céleri) et des assaisonnements ou des herbes salées. Après cuisson, l'os de porc, s'il y en a eu un, est retiré ; sa viande est remise dans la soupe, ou parfois tranchée finement et servie séparément[réf. nécessaire]. Cette soupe n'était jamais réduite en purée ; elle était encore meilleure, réchauffée, le lendemain de sa préparation. Elle est également servie dans les cabanes à sucre du Québec.
Louis Hémon, dans Maria Chapdelaine, peint une scène autour d'une soupe aux pois :
«  La soupe aux pois fumait déjà dans les assiettes. Les cinq hommes s'attablèrent lentement, comme un peu étourdis par le dur travail ; mais à mesure qu'ils reprenaient leur souffle leur grande faim s'éveillait et bientôt ils commencèrent à manger avec avidité. Les deux femmes les servaient, remplissaient les assiettes vides, apportant le grand plat de lard et de pommes de terre bouillies, versant le thé chaud dans les tasses. »

#### À Terre-Neuve
La soupe aux pois de Terre-Neuve est très voisine, mais comprend habituellement davantage de légumes tels que navets et carottes coupés en dés et est souvent accompagnée de petites boulettes.
La purée de pois, qui est au fond une soupe épaisse réduite en purée (pease pudding), entre dans la composition du souper Jiggs, plat populaire de Terre-Neuve, également associé à la Saint-Patrick.

### Finlande
En Finlande, la soupe aux pois s'appelle hernekeitto. À cette soupe, il est souvent ajouté des morceaux de lard, des herbes et de la moutarde. Ce mets est devenu une véritable tradition nationale du jeudi. En général, et notamment dans les cafétérias, on consomme la soupe aux pois avec le pannukakku, une crêpe cuite au four typiquement finlandaise.

### Pays-Bas
Aux Pays-Bas, la soupe aux pois s'appelle snert.

### Suisse
La soupe aux pois est notamment un plat traditionnel de Sainte-Croix dans le canton de Vaud. Elle y est servie traditionnellement dans de nombreuses manifestations ou fêtes privées.